# 岡村繁
岡村 繁（おかむら しげる、1922年7月23日 - 2014年12月26日）は、古典中国文学者、九州大学名誉教授。
滋賀県甲賀郡甲賀町生まれ。1947年広島文理科大学文学科卒、同副手、助手、広島大学文学部助手、兵庫県立星陵高等学校教諭、1959年名古屋大学文学部助手、1962年「後漢三国の評論に関する研究 とくに人物評論を中心として」で名大文学博士。
1964年東北大学教養部助教授、1966年九州大学文学部助教授、1968年教授、1972-1974年文学部長、1977-1980年附属図書館長、1986年定年退官、名誉教授、久留米大学文学部教授、1992年文学部長。1997年、勲二等瑞宝章受章。従四位。

## 著書
- 『陶淵明 世俗と超俗』日本放送出版協会〈NHKブックス〉 1974
- 『文選の研究』岩波書店 1999

### 訳註など
- 『毛詩正義訳注 第1冊』中国書店 1986
- 『白氏文集』明治書院〈新釈漢文大系 全16巻〉 1988 - 2018
  - ※編者代表、最終巻（総索引）が刊行完結。
- 『江戸詩人選集 9 広瀬淡窓・広瀬旭荘』 岩波書店 1991
- 『王元化著作集』主編 汲古書院
  - 『1　文心雕龍講疏』 2005
  - 『2　思辨隨筆』2008
  - 『3　九十年代の反思録』2010

### 記念論集
- 『中国詩人論 岡村繁教授退官記念論集』汲古書院 1986

## 参考
- 岡村繁教授 年譜略・著作目録 中国文学論集 1986-12
- 『人事興信録』1995年